# Manoir de Lasbordes
 (mai 2023).
- Si vous ne connaissez pas le sujet, laissez ce bandeau (vous pouvez alors contacter les auteurs).
- Si vous supprimez le contenu mis en cause (vous pouvez préalablement contacter les auteurs),

argumentez précisément cette suppression dans la page de discussion
(un manque de référence n'est pas un argument ; une recherche réelle de référence doit avoir été effectuée, être formellement documentée).
Pour les articles homonymes, voir Château de Lasbordes.
Le manoir de Lasbordes, ou château de las Bordes, est un domaine et manoir situé à Albi, dans le Tarn, en région Occitanie (France). Bâti au XVIIe siècle et inscrit aux monument historique en 1979, cet édifice en brique est la demeure historique de la famille d'Aussaguel.

## Historique
Le domaine de Lasbordes est pour la première fois cité en 1563, alors simple métairie connue sous le nom de "Pruines", qui appartient au chapitre de la cathédrale Sainte-Cécile. Il est vendu à l'un des chanoines du chapitre, un certain monsieur Barassy. Cet homme lègue à sa mort ses terres à sa sœur, Catherine Barassy. Le fils de cette dernière, Raymond Parayre, lui aussi chanoine d'Albi, en fait don à ses neveux, issus de la famille d'Aussaguel[réf. souhaitée].
Le manoir de Lasbordes, qui remplace l'ancienne métairie mais en conserve quelques éléments, tels que des fondations et des murs, est sûrement élevé vers la fin XVIIe siècle. C'est alors Raymond d'Aussaguel qui possède le domaine. Conseiller au Parlement de Toulouse, il se fait appeler « seigneur de Lasbordes ». La famille prend par la suite le nom de famille de Lasbordes, d'où provient aussi l'un des noms de l'hôtel du Vieux-Raisin à Toulouse, hôtel particulier possédé par l'un de ses membres au cours du siècle suivant. À la Révolution française, Hector Bruno de Lasbordes, chef de famille et conseiller au Parlement, est décapité sous le régime de la Terreur. Son fils et héritier, en épousant sa cousine germaine Pauline Daires (ou d'Aire), adjoint au patrimoine familial un autre grand château du Tarn, le château de Mailhoc.
Outre la fonction de demeure bourgeoise, un moulin à pastel est installé au domaine au XVIIe siècle, avant même les prémices de la construction du manoir. Le pastel est une fleur teinturière, dont l'industrie a grandement permis l'enrichissement de la région entre les XVe et XVIe siècles. De même, on trouve aussi un séchoir à pastel, indissociable du moulin. Malgré la faillite de la plupart des autres usines, le domaine de Lasbords continue de produire de la teinture au pastel jusqu'au XIXe siècle, et les meules du moulin sont même réparées en 1860[source insuffisante].
Le manoir de Lasbordes est partiellement inscrit au titre de monument historique par arrêté du 13 mars 1979. C'est aujourd'hui le club-house du principal parcours de golf d'Albi[réf. souhaitée].

## Architecture
Le manoir de Lasbordes actuel n'est sûrement que l'ombre de ce qu'il fut à sa construction, rendu bien plus austère par des remaniements tardifs, principalement au XIXe siècle. Il se compose aujourd'hui d'un large plan en U, avec un corps de logis flanqué de ses deux ailes présentant en tout neuf travées. L'édifice, construit en un bel appareil de brique, présente de nombreuses fenêtres à meneaux, remaniées au XIXe siècle. La façade principale, celle du corps de logis, est surmontée d'un fronton semi-circulaire souligné par une corniche. Ce fronton monumental abrite aussi un petit belvédère semblable à une loggia, ouvert par de larges baies et accessible par un escalier dérobé. On peut encore trouver un grand nombre de riches cheminées monumentales dans la demeure, malgré sa reconversion en club-house. L'escalier monumental se trouve dans l'aile gauche, et sa balustrade de pierre reprend les plans de celle du majestueux palais de la Berbie. On peut aussi comparer l'organisation générale du manoir de Lasbordes à certaines bâtisses de la région, datant de la même époque, comme par exemple le château d'Huteau. Les ailes du château, abritant entre autres écuries et remises à voitures, ont été largement agrandies vers 1820.
Le domaine possède, outre le manoir, une ferme ancienne, une métairie, un séchoir à pastel, une vaste citerne, ainsi que deux pigeonniers. L'ensemble des bâtiments sont faits de brique, caractéristique typique de l'albigeois. Le manoir de Lasbordes abrite encore la meule dormante sur laquelle le pastel était posé pour être broyé, avec ses dix-sept rayons d'écoulement, et se tenant toujours à sa place d'origine. La meule tournante en granite est quant à elle aujourd'hui utilisée comme seuil pour le manoir.